# Bujarići
Bujarići – wieś w Chorwacji, w żupanii istryjskiej, w gminie Višnjan. W 2011 roku pozostawała niezamieszkana.